# Cîrnățenii Noi, Căușeni
Cîrnățenii Noi este satul de reședință al comunei cu același nume  din raionul Căușeni, Republica Moldova.

## Demografie

### Structura etnică
Structura etnică a satului Cîrnățenii Noi conform recensământului populației din 2004:
| Grup etnic                                               | Populație | % Procentaj  |
| -------------------------------------------------------- | --------- | ------------ |
| Băștinași declarați Moldoveni Băștinași declarați Români | 1274 133  | 87,62% 9,15% |
| Ruși                                                     | 26        | 1,79%        |
| Ucraineni                                                | 8         | 0,55%        |
| Găgăuzi                                                  | 8         | 0,55%        |
| Bulgari                                                  | 2         | 0,14%        |
| Evrei                                                    | 1         | 0,07%        |
| Alții                                                    | 2         | 0,14%        |
| Total                                                    | 1454      |              |